# 須藤拓輝
須藤 拓輝（すとう たくる、1991年11月15日 - ）は、日本のラグビー選手。

## プロフィール
- 東京都世田谷区出身。
- ポジションはフッカー(HO)。
- 身長 174cm、体重 97kg
- ニックネームはたくる。

## 略歴
中学2年生から川崎市ラグビースクールでラグビーを始めた。
2010年、國學院久我山高校卒業後、早稲田大学に入る。なお國學院久我山高校時代、主将を務めて、高校日本代表に選ばれたことがある。　
2014年、早稲田大学卒業後、NTTコミュニケーションズシャイニングアークスに加入。同年8月23日に行われたジャパンラグビートップリーグ第1節の宗像サニックスブルース戦に途中出場で公式戦初出場を果たす。 
2020年、NTTコミュニケーションズシャイニングアークスを退団した。